# Diego Luna
Diego Luna Alexander (phát âm tiếng Tây Ban Nha: [ˈdjeɣo ˈluna aleksanˈdeɾ]; sinh ngày 29 tháng 12 năm 1979) là một nam diễn viên người Mexico. Anh từng tham gia trong một số phim như: Y tu mamá también, Milk, Rudo y Cursi và Rogue One: A Star Wars Story.

## Danh sách phim

### Điện ảnh
| Năm  | Tên                              | Vai         | Ghi chú    |
| ---- | -------------------------------- | ----------- | ---------- |
| 1999 | A Sweet Scent of Death           | Ramón       |            |
| 2000 | Before Night Falls               | Carlos      |            |
| 2008 | Just Walking                     | Gabriel     |            |
| 2008 | Rudo y Cursi                     | Beto        |            |
| 2008 | Milk                             | Jack Lira   |            |
| 2012 | Contraband                       | Gonzalo     |            |
| 2012 | Casa de Mi Padre                 | Raul        | [ 6 ]      |
| 2016 | Rogue One: A Star Wars Story     |             |            |
| 2017 | Flatliners                       | Ray         |            |
| 2018 | A Rainy Day in New York          |             |            |
| 2018 | If Beale Street Could Talk       |             |            |
| 2021 | Thợ săn yêu tinh: Titan trỗi dậy | Krel Tarron | Lồng tiếng |

### Truyền hình
| Năm       | Tên                                     | Vai         | Ghi chú    |
| --------- | --------------------------------------- | ----------- | ---------- |
| 2016-2018 | Thợ săn yêu tinh: Truyền thuyết Arcadia | Krel Tarron | Lồng tiếng |
| 2018-2019 | Bộ ba trời giáng: Câu chuyện ở Arcadia  | Krel Tarron | Lồng tiếng |
| 2020      | Pháp sư: Chuyện xứ Arcadia              | Krel Tarron | Lồng tiếng |
| 2021      | Maya và ba chiến binh huyền thoại       | Zatz        | Lồng tiếng |